# Chorzeszów
Chorzeszów – wieś w Polsce położona w województwie łódzkim, w powiecie łaskim, w gminie Wodzierady.
| SIMC    | Nazwa    | Rodzaj    |
| ------- | -------- | --------- |
| 0718884 | Adolfów  | część wsi |
| 0718878 | Babiniec | część wsi |

W miejscowości istnieje straż pożarna, która została założona w 1920 roku.
W dawnej szkole podstawowej od 1 lipca 2001 r. działa Dom Pomocy Społecznej, prowadzony przez Fundację im. Brata Alberta. 
 przez wieś biegnie Łódzka magistrala rowerowa.

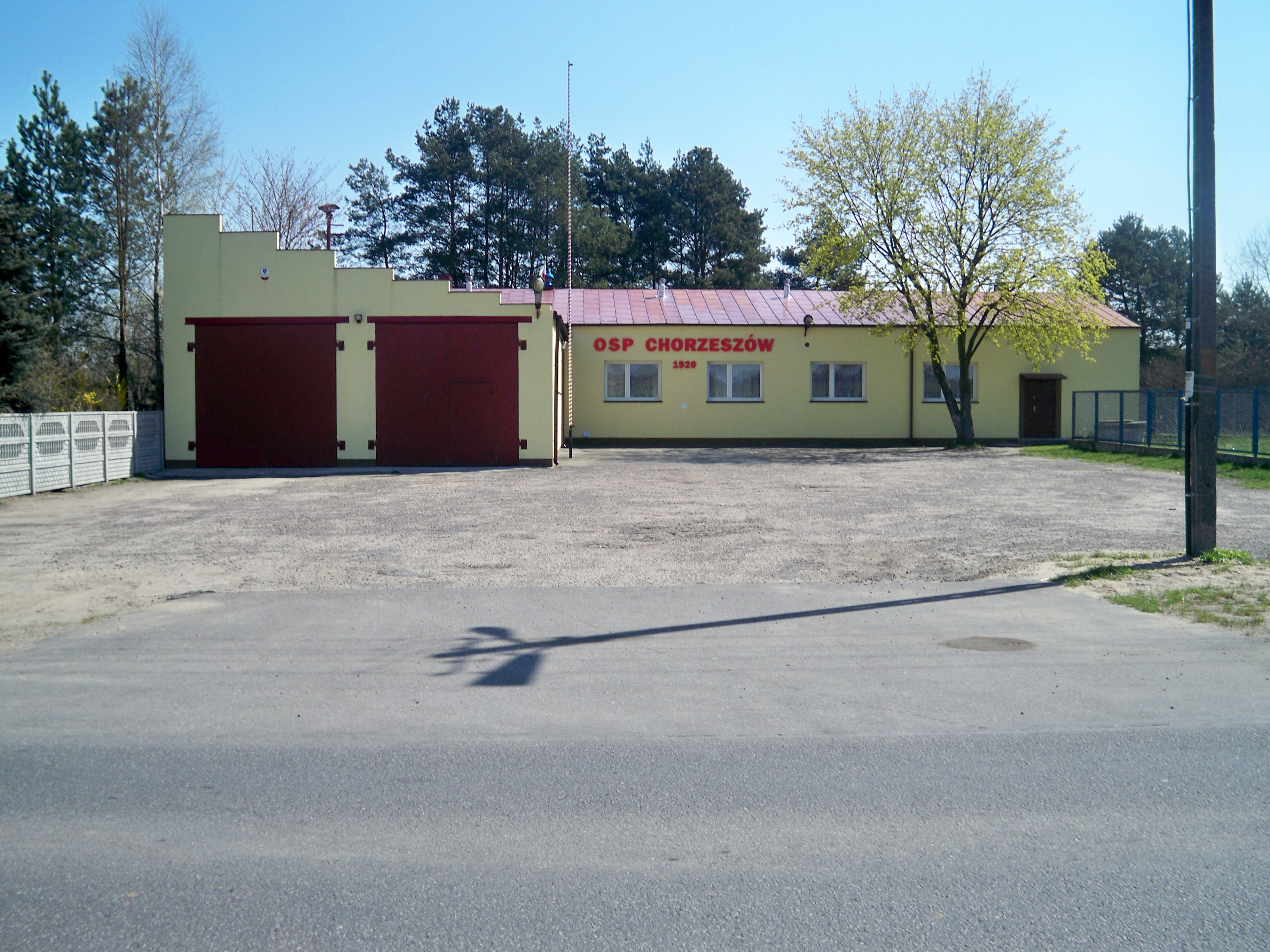
OSP Chorzeszów

W latach 1954–1959 wieś należała i była siedzibą władz gromady Chorzeszów, po jej zniesieniu w gromadzie Wodzierady. 
W latach 1975–1998 miejscowość administracyjnie należała do województwa sieradzkiego. Miejscowość położona jest na Wysoczyźnie Łaskiej. 